# Glomeremus orchidophilus
Glomeremus orchidophilus is een rechtvleugelig insect uit de familie Gryllacrididae. De wetenschappelijke naam van deze soort is voor het eerst geldig gepubliceerd in 2010 door Hugel.